# That Model from Paris
Pour plus de détails, voir Fiche technique et Distribution.
That Model from Paris est un film muet américain réalisé par Louis J. Gasnier, sorti en 1926.

## Synopsis
Jane Miller, une caissière chez Katz & Katz, un magasin de vêtements pour femmes, est une jeune femme qui ne sait jamais comment s'habiller. Une de ses collègues l'invite aux Follies et la persuade d'emrunter une des robes du magasin. Au théâtre, M. Katz reconnait la robe et celle qui la porte, et la licencie. Morgan Grant, le petit ami de sa collègue, demande à Martel, un de ses amis, d'engager Jane comme mannequin pour le salon des couturiers La Salle Frères. Lorsque la célèbre mannequin française Mademoiselle Lucette n'est pas capable de participer au défilé, Jane est obligée de la remplacer. Pour cacher son ignorance du Français, on lui conseille de répondre non à tout ce qu'on lui dit. Bob Richmond, le fils du propriétaire de La Salle Frères, s'éprend d'elle sans succès. Grant lui fait lui aussi des avances infructueuses. Bob découvre l'imposture mais, après qu'elle s'est expliquée, ils reconnaissent être amoureux l'un de l'autre.

## Fiche technique
- Titre original : That Model from Paris
- Réalisation : Louis J. Gasnier
- Scénario : Frederica Sagor Maas, d'après la nouvelle The Right To Live de Gouverneur Morris
- Direction artistique : Edwin B. Willis
- Photographie : Milton Moore, Mack Stengler
- Montage : James C. McKay
- Société de production : Tiffany Productions
- Société de distribution : Tiffany Productions
- Pays de production :  États-Unis
- Langue originale : anglais
- Format : Noir et blanc  — 35 mm — 1,33:1 — Film muet
- Genre : Comédie
- Durée : 70 minutes
- Dat de sortie :
  - États-Unis : 15 octobre 1926

## Distribution
- Bert Lytell : Bob Richmond
- Marceline Day : Jane Miller
- Eileen Percy : Mamie
- Ward Crane : Morgan Grant
- Miss DuPont : Lila
- Arthur Hoyt : M. Martel
- Craufurd Kent : Henry Marsh
- Otto Lederer : M. Katz